# 魯阿普基島
46°47′S 168°30′E / 46.783°S 168.500°E

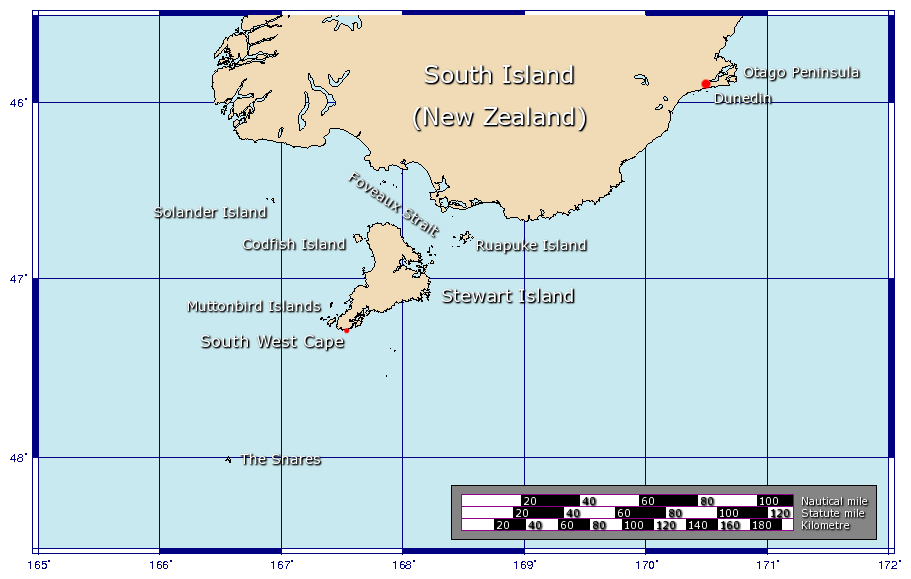

魯阿普基島是新西蘭的島嶼，位於福沃海峽東端，長13公里、寬6公里，面積16平方公里，最高點海拔高度64米，島上無人居住，該島是私人島嶼，用作牧羊業。